# Andrew Hussie
Andrew Hussie est un auteur américain de bande dessinée né le 25 août 1979. Il est notamment le créateur des MS Paint Adventures, une collection de webcomics, dont Homestuck, ainsi que de plusieurs autres web comics, livres et vidéos.